# 颱風南瑪都 (2011年)
颱風南瑪都（英語：Typhoon Nanmadol，聯合颱風警報中心：WP142011，國際編號：1111，菲律賓大氣地球物理和天文服務管理局：Mina）為2011年太平洋颱風季第11個被命名的風暴。「南瑪都」一名乃由米克羅尼西亞提供，為米克羅尼西亞澎貝島（Pohnpei）一個著名遺跡南馬都爾。

## 氣象歷史
8月21日，聯合颱風警報中心將此熱帶擾動評級為High，並發出熱帶氣旋形成警報。
8月22日上午，台灣中央氣象局將一位於菲律賓東南方的熱帶擾動96W升格為熱帶低氣壓，並在最新天氣圖上標示TD。
8月23日上午7時，聯合颱風警報中心升格為熱帶低氣壓，並給予編號14W；同日上午八時，香港天文台將14W升格為熱帶低氣壓。下午五時，聯合颱風警報中心將14W升格為熱帶風暴，於預報中指出其會持續增強。21時，日本氣象廳將其升格為熱帶風暴，並給予編號1111及命名南瑪都。
8月24日14時，日本氣象廳將其升格為強烈熱帶風暴。
8月25日，日本氣象廳將其升格為颱風，香港天文台亦於數小時後作出升格。
由於此颱風在8月24日至25日往西行進，故沒有和強烈熱帶風暴塔拉斯產生明顯的藤原效應。
8月26日2時，香港天文台升格為強颱風。8時，香港天文台升格為超強颱風。14時，台灣中央氣象局升格為強烈颱風。聯合颱風警報中心升格為超級颱風，繼颱風桑達及颱風梅花之後2011年太平洋颱風季第三個五級颱風，一分鐘中心最大風速140kt（260km/h）。
8月27日8時，聯合颱風警報中心降格為颱風。14時，中央氣象局降格為中度颱風。
8月28日8時，日本氣象廳降格為強烈熱帶風暴。
8月29日4時20分（中國中央氣象台宣布為4時25分），台灣中央氣象局宣布南瑪都登陸台灣台東縣大武鄉；同日8時，降格為輕度颱風。同日13時，在台南市南區附近出海。同日，日本氣象廳降格為熱帶風暴，中央氣象台降格為強熱帶風暴，香港天文台降格為強烈熱帶風暴。
8月30日中央氣象台降格為熱帶風暴。
8月31日2時20分，中央氣象台宣佈登陸福建省泉州市晉江市龍湖鎮沿海；5時，中央氣象台降格為熱帶低氣壓；8時30分，中央氣象局降格為熱帶性低氣壓並同時解除颱風警報。

## 影響

### 菲律賓
當地發出之最高風暴信號：四號風暴信號

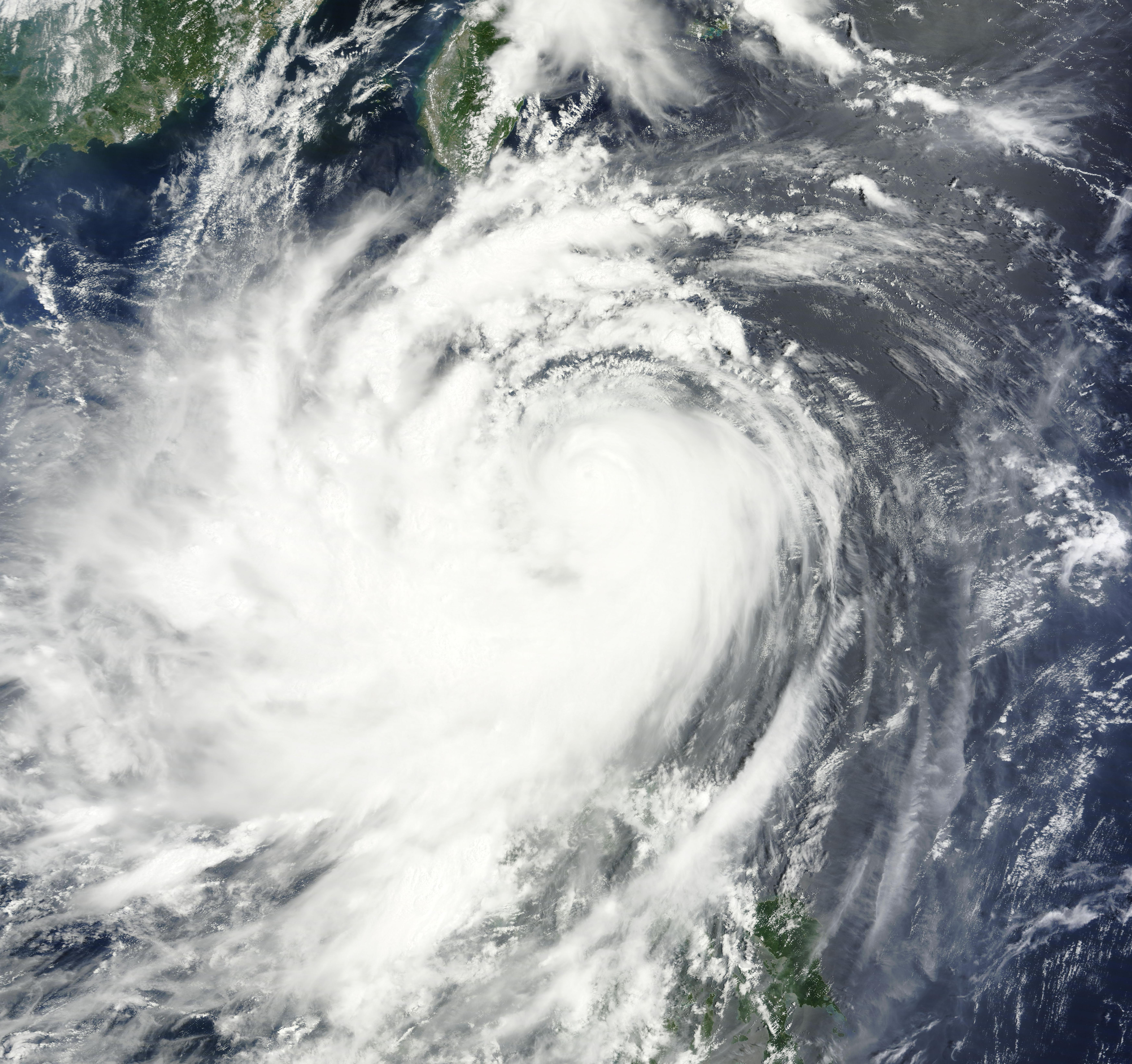
颱風南瑪都在菲律賓呂宋北部登陸

由於風暴接近菲律賓呂宋附近，菲律賓大氣地球物理和天文服務管理局向當地多個地區分別發出一號至四號風暴信號，並呼籲民眾採取防風措施。
菲律賓大氣地球物理和天文服務管理局於8月26日20時為北卡加延省發出四號風暴信號。

### 台灣
當地發佈之颱風警報：海上陸上颱風警報

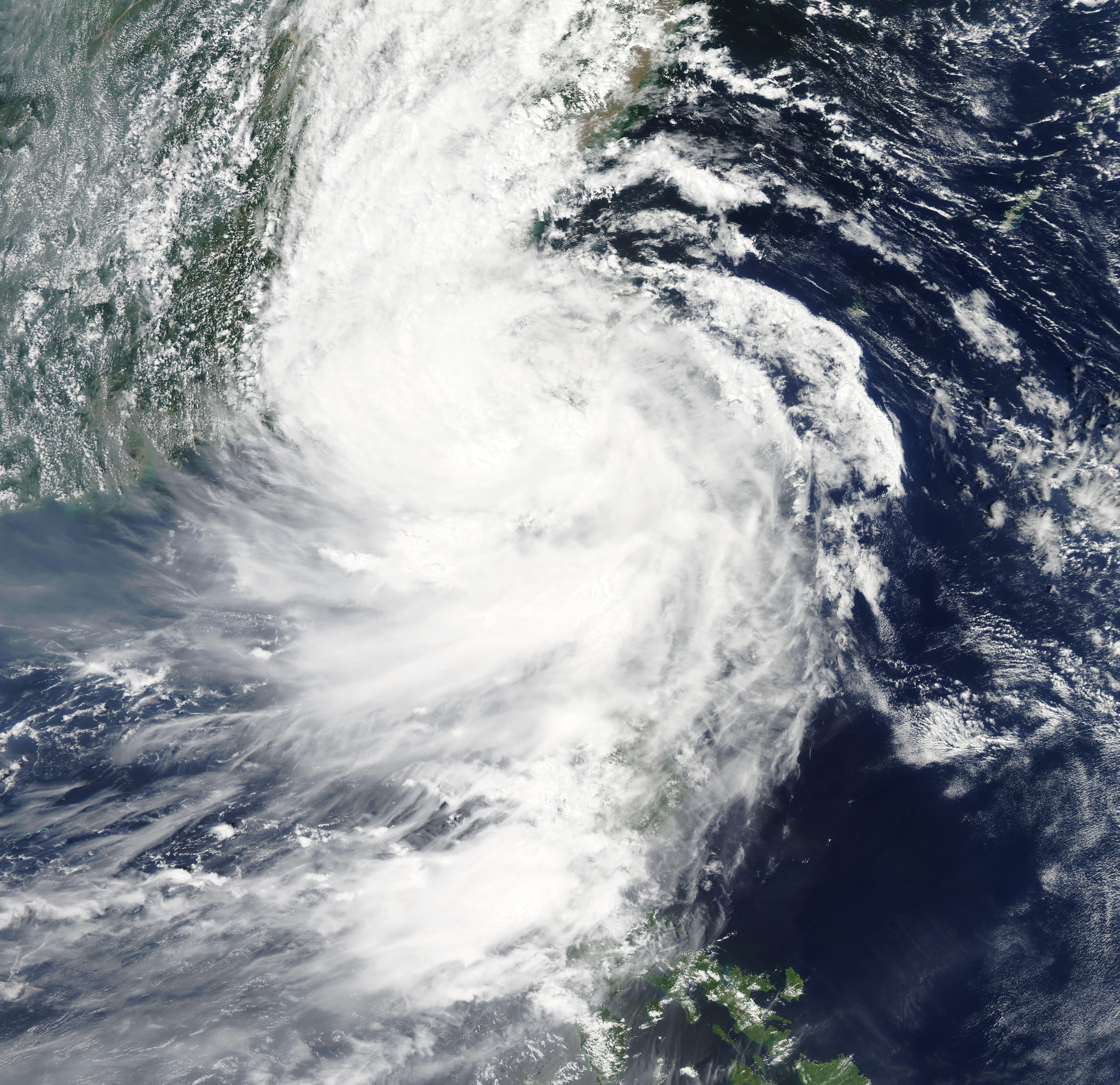
在台灣作出第二次登陸後的南瑪都

中央氣象局表示路徑和2004年帶來七二水災的敏督利颱風類似，不可輕忽。8月27日5時30分，中央氣象局發布海上颱風警報；並於同日晚間20時30分發布海上陸上颱風警報。8月31日8時30分同時解除兩份警報。
屏東縣恆春半島上車城鄉、恆春鎮由於持續降雨，造成部份地區淹水。截至31日止，全台農損達新台幣7500萬。屏東縣佳樂水累積雨量達1211.5毫米。
由於適逢暑假，部份縣市僅宣佈停課、不停止辦公，造成民眾反彈。總統馬英九也宣佈研擬颱風照顧假，以方便家長在家照顧幼童。
臺鐵浮洲車站開幕延期。

### 日本
此颱風對日本琉球群島帶來不大陣雨。

### 中國大陸
當地發佈之最高颱風預警信號： 颱風藍色預警信號

#### 福建
當地發佈之最高颱風預警信號： 颱風黃色預警信號
福建省氣象台於8月28日10時40分發佈颱風黃色預警信號。

#### 廣東
當地發佈之最高颱風預警信號： 颱風藍色預警信號

## 熱帶氣旋警告使用紀錄

### 菲律賓
| 菲律賓大氣地球物理和天文服務管理局 風暴信號 | 菲律賓大氣地球物理和天文服務管理局 風暴信號 | 菲律賓大氣地球物理和天文服務管理局 風暴信號 |
| ------------------------------------------- | ------------------------------------------- | ------------------------------------------- |
| 上一熱帶氣旋                                | 一號風暴信號                                | 下一熱帶氣旋                                |
| 強烈熱帶風暴洛坦                            | 一號風暴信號                                | 颱風納沙                                    |
| 強烈熱帶風暴洛坦                            | 二號風暴信號                                | 颱風納沙                                    |
| 超強颱風鮎魚                                | 三號風暴信號                                | 颱風納沙                                    |
| 超強颱風鮎魚                                | 四號風暴信號                                | 颱風天兔                                    |

### 台灣
| 交通部中央氣象局 颱風警報 | 交通部中央氣象局 颱風警報 | 交通部中央氣象局 颱風警報 |
| ------------------------- | ------------------------- | ------------------------- |
| 上一熱帶氣旋              | 海上颱風警報              | 下一熱帶氣旋              |
| 中度颱風梅花              | 海上颱風警報              | 輕度颱風泰利              |
| 強烈颱風梅姬              | 陸上颱風警報              | 輕度颱風泰利              |

## 外部連結
- 聯合颱風警報中心首頁 （页面存档备份，存于） （英文）
- 中央氣象局首頁 （页面存档备份，存于） （繁體中文）
- 日本氣象廳首頁 （页面存档备份，存于） （日語）
- 香港天文台首頁 （页面存档备份，存于） （繁體中文）
- 澳門地球物理暨氣象局首頁 （页面存档备份，存于） （繁體中文）